# Emmanuel Rahim
Emmanuel Khaliq Abdul Rahim (auch Emmanuel Abdul-Rahim, eigentlich Juan Amalbert, * 1934 in Harlem, New York City; † 2022) war ein US-amerikanischer Jazzmusiker (Perkussion).

## Leben und Wirken
Rahim studierte an der Yale University und am Berklee College of Music. Noch als Juan Amalbert leitete er Anfang der 1960er-Jahre ein gefragtes Latin-Jazz-Quintett, das als Studioensemble für Prestige Records und United Artists Records Platten aufnahm, darunter Mucho Mucho mit Shirley Scott und Caribé mit Eric Dolphy. Für das Prestige-Sublabel New Jazz entstand das Album Latin Jazz Quintet. Zu hören war er in dieser Zeit auch auf Aufnahmen von Willis Jackson und Duke Ellington (My People Original Cast Album).
Rahim bekam 1966 die Gelegenheit mit dem John Coltrane Sextet aufzutreten  (Live at the Village Vanguard Again!); bald darauf nahm er ein weiteres Album auf, bei dem Pharoah Sanders mitwirkte. Zunächst erschien allerdings von dieser Session lediglich eine Single auf Golden Earth Records; 1971 wurde aber das Album, nachdem Sanders als Solist erfolgreich war, als Oh! Pharoah Speaks veröffentlicht. In den 1970er-Jahren – inzwischen nannte er sich  Emmanuel Rahim – spielte er u. a. in den Bands von Art Blakey (Child's Dance), Clark Terry (Clark Terry and His Jolly Giants) und James Moody (Sun Journey). Für Cobblestone Records nahm Rahim das Album Total Submission auf, an dem u. a. Virgil Jones, Kiane Zawadi, Hugh Brodie, George Gold, James Patterson, Alex Blake und Mike Richmond beteiligt waren. Ab 1977 lebte er in Dänemark. Unter dem Namen Emmanuel Abdul-Rahim folgte noch die von afrikanischer Musik beeinflusste Kalahari-Suite Harlem, entstanden 1988 in Kopenhagen mit dem Time at Hand Orchestra, in dem Gastmusiker Steve Berrios spielte. Des Weiteren war er europaweit als Musikpädagoge tätig. 2005 kehrte er in die Vereinigten Staaten zurück und lebte in Charleston.

## Diskographische Hinweise
- Juan Amalbert's Latin Jazz Quintet: Hot Sauce (Tru-Sound, 1961)
- The Latin Jazz Quintet (United Artists, 1961), mit Bobby Rodríges, Tommy Lopez, Sr., Eric Dolphy, Arthur Jenkins, Luis Ramírez, Felipe Díaz
- Juan Amalbert's Latin Jazz Quintet: The Chant (Tru-Sound, 1962)
- The Latin Jazz Quintet – Featured Guest Artist Pharoah Sanders – Under the Direction of Juan Amalbért: Oh! Pharoah Speak (Trip, 1971), mit Melvin Lastie, Alex Lane, Bill Ellington, Chuck Rainey, Cornell Dupree, Jerry Patterson u. a.
- Emmanuel Abdul-Rahim & The Times at Hand Orchestra: Harlem  (Olufsen, 1988), mit Ed Epstein, Karsten Sorensen, Christian Sievert, Hasse Poulsen, Hugo Rasmussen, Abdul-Khaliq Hassan, Jamil Westergaard, Steve Berrios, Jacob Andersen